# Langstaartotter
De langstaartotter of zwampotter (Lontra longicaudis) is een ottersoort uit de waterrijke gebieden van Latijns-Amerika.

## Beschrijving
De langstaartotter is 36-66 cm lang (kop-romp) en dit dier heeft een staart van 37-84 cm. Het gewicht bedraagt 5-15 kg. Hoewel vissen en schaaldieren de voornaamste bron van voedsel zijn voor de langstaartotter, worden ook insecten, kleine reptielen, vogels en kleine zoogdieren gegeten. De langstaartotter leeft veelal solitair. Na een draagtijd van ongeveer twee maanden worden meestal twee otters geboren.

## Ondersoorten
- Lontra longicaudis annectens
  - Verspreiding: Midden-Amerika (Mexico tot Panama)
- Lontra longicaudis colombiana
  - Verspreiding: Colombia, Venezuela
- Lontra longicaudis enudris
  - Verspreiding: Brazilië, Guyana
- Lontra longicaudis incarum
  - Verspreiding: Ecuador, Peru
- Lontra longicaudis longicaudis
- Lontra longicaudis platensis
  - Verspreiding: Argentinië, Uruguay